# O Cebreiro
Santa María do Cebreiro és una parròquia i localitat del municipi gallec de Pedrafita do Cebreiro, a la província de Lugo.
Tenia l'any 2015 una població de 138 habitants agrupats en 9 entitats de població: Barxamaior, O Cebreiro, Fonteferreira, Fontevedra, Foxos, A Lagúa, A Moeda, A Pedriña i A Pena da Seara.
Es troba en el Camí francès de Sant Jaume. Entre els seus llocs d'interès destaquen les típiques pallozas i el santuari de Santa María a Real, del segle ix.